# Мухино (Псковський район)
Мухино (рос. Мухино) — присілок в Псковському районі Псковської області Російської Федерації.
Населення становить 25 осіб. Входить до складу муніципального утворення Серьодкинська волость.

## Історія
Від 2015 року входить до складу муніципального утворення Серьодкинська волость.

## Населення
| 2001 | 2002 | 2010 |
| ---- | ---- | ---- |
| 25   | ↘19  | ↗25  |